# Billawar
Billawar (en cachemir: বিল্লাৱার ) es una localidad de la India en el distrito de Kathua, estado de Jammu y Cachemira.

## Geografía
Se encuentra a una altitud de 722 m s. n. m. a 320 km de la capital estatal, Srinagar, en la zona horaria UTC +5:30.

## Demografía
Según estimación 2010 contaba con una población de 6 370 habitantes.